# Eigia longistyla
Eigia es un género monotípico de fanerógamas perteneciente a la familia Brassicaceae. Su única especie: Eigia longistyla es originaria de  Israel y sur de Jordania. 

## Descripción
Es una planta halófita que habita en la arena del desierto con flores hermafroditas con  pétalos y tépalos de color rosa. Las hojas se presentan en roseta.

## Taxonomía
Eigia longistyla fue descrita por  (Eig) Soják y publicado en Cas. Nár. Mus., Odd. Prír. 148: 193. 1979[1980].
Sinonimia
- Macrostigmatella longistyla Rauschert
- Stigmatella longistyla Eig[4]